# Notopogon fernandezianus
Notopogon fernandezianus är en fiskart som först beskrevs av Delfin, 1899.  Notopogon fernandezianus ingår i släktet Notopogon och familjen Centriscidae. Inga underarter finns listade i Catalogue of Life.